# Liposome
Liposome là một túi hình cầu có ít nhất một bilayer lipid. Liposome có thể được sử dụng như một phương tiện để quản lý chất dinh dưỡng và dược phẩm.  Liposome có thể được chuẩn bị bằng cách phá vỡ màng sinh học (như sonication).
Liposome thường bao gồm các phospholipid, đặc biệt là phosphatidylcholine, nhưng cũng có thể bao gồm lipid khác, như trứng phosphatidylethanolamine, miễn là chúng tương thích với cấu trúc lipid hai lớp.. Một thiết kế liposome có thể sử dụng phối tử bề mặt để gắn vào mô không lành mạnh.
Liposome là những tiểu phân tử hình cầu có kích thước nano, có lõi chứa các hoạt chất dinh dưỡng, được bao bọc phía ngoài bởi một hoặc nhiều lớp màng phospholipid kép.
Các loại liposome chính là túi đa sắc tố (MLV, với nhiều lipid lipid lamellar), túi liposome đơn nguyên chất nhỏ (SUV, với một lớp lipid đơn), túi niêm mạc đơn nguyên (LUV) và túi khí ốc tai. Một hình thức ít được mong muốn hơn là các liposome đa dạng, trong đó một túi chứa một hoặc nhiều túi nhỏ hơn.
Không nên nhầm lẫn liposome với micelles và micelles đảo ngược bao gồm các đơn lớp đơn.
Liposome được xem là một hệ vận chuyển lý tưởng với khả năng chứa; bảo vệ; vận chuyển và giải phóng những hoạt chất dinh dưỡng vào những vị trí mong muốn trong cơ thể một cách chính xác và đúng liều lượng.